# High School Musical
High School Musical is een Amerikaanse film gemaakt voor de televisie, die voor het eerst werd uitgezonden op 20 januari 2006 op Disney Channel in de Verenigde Staten. In Nederland was de film voor het eerst te zien op 25 december 2006 op de zender Jetix. In 2007 werd het vervolg High School Musical 2 uitgebracht, in 2008 verscheen tevens het derde deel, High School Musical 3: Senior Year, in de bioscopen.
De film was zeer succesvol. De eerste keer dat de film werd uitgezonden in de Verenigde Staten keken er 7,7 miljoen mensen. Dat was enige tijd een record voor Disney Channel.

## Verhaal
Wanneer Troy Bolton (Zac Efron) en Gabriella Montez (Vanessa Hudgens) tijdens een karaokewedstrijd met elkaar moeten zingen ontdekken ze dat ze beiden talent en een passie voor zingen hebben. Maar er wordt van beiden heel andere dingen verwacht op hun school. Troy moet het basketbalteam waar hij aanvoerder van is naar de overwinning leiden en Gabriella moet hetzelfde doen met haar scheikundeclub. Als hun groepen erachter komen dat zij auditie hebben gedaan voor een wintermusical, dwarsbomen zij hun plannen. Bovendien zijn de sluwe Sharpay (Ashley Tisdale) en broer Ryan (Lucas Grabeel) ook van plan de hoofdrollen te krijgen en om dat voor elkaar te krijgen zijn ze tot alles in staat.

## Rolverdeling
| Acteur           | Personage         |
| ---------------- | ----------------- |
| Zac Efron        | Troy Bolton       |
| Vanessa Hudgens  | Gabriella Montez  |
| Ashley Tisdale   | Sharpay Evans     |
| Lucas Grabeel    | Ryan Evans        |
| Monique Coleman  | Taylor McKessie   |
| Corbin Bleu      | Chad Danforth     |
| Olesya Rulin     | Kelsi Nielsen     |
| Chris Warren jr. | Zeke Baylor       |
| Ryne Sanborn     | Jason Cross       |
| Kaycee Stroh     | Martha Cox        |
| Alyson Reed      | Mrs. Darbus       |
| Bart Johnson     | coach Jack Bolton |

## Nederlandse Stemmen
| Acteur             | Personage         |
| ------------------ | ----------------- |
| Headhunterz        | Troy Bolton       |
| Rosanne Thesing    | Gabriella Montez  |
| Lizemijn Libgott   | Sharpay Evans     |
| Florus van Rooijen | Ryan Evans        |
| Sita Manichand     | Taylor McKessie   |
| Levi van Kempen    | Chad Danforth     |
| Marjolein Algera   | Mrs. Darbus       |
| Finn Poncin        | coach Jack Bolton |

## Discografie

### Albums
| Album met eventuele hitnotering(en) in de Nederlandse Album Top 100 | Datum van verschijnen | Datum van binnenkomst | Hoogste positie | Aantal weken | Opmerkingen |
| ------------------------------------------------------------------- | --------------------- | --------------------- | --------------- | ------------ | ----------- |
| High School Musical                                                 | 2006                  | 24-02-2007            | 11              | 35           | Filmmuziek  |

## Prijzen
| Prijs                                | Categorie                                                              |
| ------------------------------------ | ---------------------------------------------------------------------- |
| Emmy Awards                          | Outstanding Children's Programme, Outstanding Choreography             |
| Television Critics Association       | Outstanding Achievement in Children's Programming                      |
| Family TV Awards                     | TV Movie/Musical                                                       |
| Billboard Music Awards               | Soundtrack Album of the Year                                           |
| Teen Choice Awards                   | Choice Comedy/Musical Best TV Chemistry (Zac Efron en Vanessa Hudgens) |
| Choice Breakthrough Star (Zac Efron) |                                                                        |

## Achtergronden
- In totaal deden er 600 jongens en meisjes auditie voor de film.
- Vanessa Hudgens werd uit een groep van ongeveer 12 meisjes geselecteerd voor haar rol. Er werd ook nog gedacht aan Ashley Tisdale voor de rol van Gabriella Montez, maar men vond het toch beter dat zij de rol van Sharpay op zich zou nemen.
- Julian Nott mocht aanvankelijk de filmscore maken, maar dit werd later geannuleerd. Op sommige filmposters staat nog steeds zijn naam.
- Matthew Underwood werd de rol van Troy Bolton aangeboden, maar hij weigerde vanwege zijn contract met Nickelodeon.
- Dit is de eerste film die werd aangeboden op de online muziekwinkel iTunes.
- Zac Efron moest tijdens het opnemen elke dag drie uur basketballen.
- De zangstem van "Troy Bolton" was niet geheel van acteur Zac Efron zelf, maar vooral van de zanger/acteur Andrew Seeley. Deze componeerde ook het nummer "Get'cha Head In The Game" voor deze film. De liedjes voor de film waren al geschreven toen de acteurs werden uitgekozen. Zac Efron was de juiste persoon om "Troy Bolton" te spelen, maar sommige hoge passages kon hij niet halen. Daardoor werd zijn stem gemixt met die van Andrew Seeley. De reden dat hij ze niet kon halen was omdat Zac Efron een bariton is, maar toen de nummers werden geschreven was nog niet bekend dat Zac de rol van Troy op zich zou nemen, daar is tijdens het schrijven van de nummers geen rekening mee gehouden. In High School Musical 2 zingt hij wel zelf, omdat de nummers toen in zijn toonhoogte zijn geschreven.
- High School Musical is inmiddels op Disney-dvd verkrijgbaar. Ook is er een cd van de High School Musical verkrijgbaar, met alle liedjes en nog een extra nummer: I Can't Take My Eyes Off You. Dit nummer staat trouwens ook op de dvd.

## High School Musical: de musical in Nederland
In 2009 heeft Joop van den Ende Theaterproducties de Nederlandse musicalversie van High School Musical in de theaters gebracht, de eerste aankondiging gebeurde op 19 januari 2008, in het programma Idols. De hoofdrollen zullen worden vertolkt door Nathalie van Gent (Gabriëlla) Tommie Christiaan (Troy) Sarah Chronis (Sharpay) en Paul Boereboom (Ryan).
Zie High School Musical (musical) voor details over de Nederlandse professionele productie.
Eerder waren er al amateurverenigingen die High School Musical in Nederland opgevoerd hadden. In november 2008 startte Stichting Showkids Jeugd Musical Ensemble ermee. Hiervoor, in 2007, voerde het Warm Water Jeugdtheater in Zoetermeer (onderdeel van Greg & Baud Productions) de show als eerste op. Voor deze uitvoering werd door Sebastiaan Smits een Nederlandse vertaling gemaakt, die nog steeds gebruikt wordt als officiële vertaling voor amateurgroepen. Recenter is de opvoering van Oberon Theaterproducties, in april 2016.